# La 5a Estación
Pour les articles homonymes, voir Estacion.
La Quinta Estación est un groupe de pop rock espagnol, originaire de Madrid. Il est formé par Natalia Jiménez (voix), Angel Reyero (guitare) et Pablo Domínguez (guitare rythmique).
En 2001, ils partent rapidement vivre à Mexico au Mexique et le groupe enregistre une première maquette avec l'aide de Tito Saavedra.  En 2002 sort le premier album du groupe Primera Toma enregistré au Mexique, pays dans lequel le groupe connaît très vite un grand succès qui s'étendra en  Amérique latine et en Espagne.  En 2004 sort le second album du groupe intitulé Flores de Alquiler.

## Biographie

### Débuts (2000-2001)
Le groupe est formé en 2000 par Sven Martín, Miguel A. Pascual et Carlos León. Plus tard, ils sont rejoints par Mariluz Peñalver, María Arenas et Pablo, qui ont pratiqué leurs chansons en salles de répétition à Madrid. Le nom du groupe fait référence au nombre de stations qui séparent María Arenas et Miguel (Las Matas a Pozuelo) pour se rassembler et aller répéter. Plus tard, ils sont rejoints par Natalia Jiménez et Ángel Reyero. A la fin de 2001, ils enregistrent leur première démo quatre chansons et avec la participation de Natalia (chant), Ángel (guitare), Miguelo (claviers), Pablo (basse), Carlos (batterie) et Sven (guitare).
BMG Mexico, par le biais de son président, Antonio Blanco, se rend à Madrid, en Espagne, pour signer un contrat avec le groupe, puis lui offrir la possibilité de voyager au Mexique pour enregistrer leur premier album. Finalement, seuls Natalia, Sven, Pablo et Angel décident de faire l'aventure.

### Primera toma(2002-2003)
En 2002, leur premier album, Primera toma, est publié. Il leur donne rapidement la popularité dans toute l'Amérique latine. Le single ¿Dónde irán?, est choisi comme thème central de la telenovela Clase 406, un développement très positif pour le groupe, car il réussit à les présenter au marché mexicain. Les autres singles sont Perdición et No quiero perderte, qui sont placés dans les dix premières des classements de la radio mexicaine pendant plusieurs mois. Plus tard, ils font également une reprise de la chanson Si yo fuera mujer, qui mènerait la bande originale du film Dame tu cuerpo. De même, ils sont invités à participer à l'album hommage à Hombres G, avec leur reprise de la chanson Voy a pasármelo bien.
Cependant, le succès de Primera toma est minime. En outre, en raison de conflits internes au sein du groupe, Sven est expulsé du groupe. Enfin, le label leur donne une autre opportunité et en 2004, ils publient Flores de alquiler.

### Flores de alquiler(2004-2005)
En 2004, La Quinta Estación publie son deuxième album dans lequel ils incluent 11 chansons inédites, appelé Flores de alquiler. Il est également lancé avec succès en Espagne et est certifié disque d'or ; lors de l'expansion internationale de cet album, ils comptent sur le guitariste Alejandro Bernal, qui s'est séparé du groupe avant d'enregistrer El Mundo se equivoca. Produit par John William Hartfiel (Ana Torroja), OV7, à Flores de Alquiler, l'album comprend une voix plus mature de Natalia. Les singles incluent : El Sol no regresa, Algo más, Daría et Niña. Avec cet album, ils remportent plusieurs prix et nominations, tels que les Premios MTV Latinoamérica dans la catégorie du meilleur nouveau groupe au Mexique, et au Oye! du meilleur groupe espagnol.

### El Mundo se equivoca(2006-2008)
En 2006, le groupe publie son troisième album, El Mundo se equivoca. Avec cet album, et encore une fois sous la production de John William Hartfiel, ils obtiennent un réel succès en Espagne ; leur single Me muero propulse l'album à la troisième place des charts locaux. À la suite de ce succès, ils effectuent quelques tournées en Espagne avec plus de 45 dates, tout au long de l’été 2007, et 14 autres concerts en décembre la même année, obtenant leur premier disque de platine. De plus, El Mundo se equivoca devient le cinquième album le plus vendu en 2007, avec plus de 100 000 exemplaires vendus. Au Mexique, ils sont certifiés disque de platine et d'or pour plus de 150 000 exemplaires vendus.
En novembre 2007, ils sortent une réédition de l'album, intitulée El mundo se equivoca y algo más et son Caja de Éxitos, une compilation.

### Sin frenos(2009-2010)
Après avoir achevé sa tournée, le groupe commence à travailler sur son nouvel album studio. À la fin de 2008, il confirme le départ de Pablo après sept ans passés avec le groupe3 Plus tard, le duo annonce le titre de leur nouvel album, Sin frenos, et sa sortie pour mars 2009. Le premier single de l'album, Que te queria, est diffusé sur les chaines de radio le 5 janvier, et réussit à se classer premier au Mexique et en Espagne.
Quelques jours avant la sortie de l'album, Natalia décide d'annuler son mariage avec son fiancé Antonio Alcol. Elle déclare plus tard que le mariage aurait entraîné la fin de sa carrière. En avril, le groupe est reconnu pour le million et demi d'albums vendus tout au long de sa carrière.

### Pause (2011)
Au début de 2010, nombre de rumeurs de séparation font surface en raison de déclarations mal interprétées de la chanteuse. Natalia lance le 28 juin 2011 son premier album solo intitulé Natalia Jiménez, et Pablo Domínguez Villarubia intégrant un nouveau groupe de musique appelé Warsaw. Le groupe dit qu'ils se reverront au bout d'un moment avec la possibilité d'enregistrer un nouvel album ou de tourner ensemble